# Малаховский, Годзимир
Годзимир Малаховский (пол. Godzimir Małachowski  ; 31 октября 1852, Лемберг Австрийская империя (ныне Львов, Украина) — 23 июня 1908, Вена, Австро-Венгрия) — польский галицкий юрист, адвокат, общественно-политический деятель, посол (депутат) Галицкогой Сейма (1896—1908) и Рейхсрата Австро-Венгрии (1904—1908), президент Львова (1896—1905).

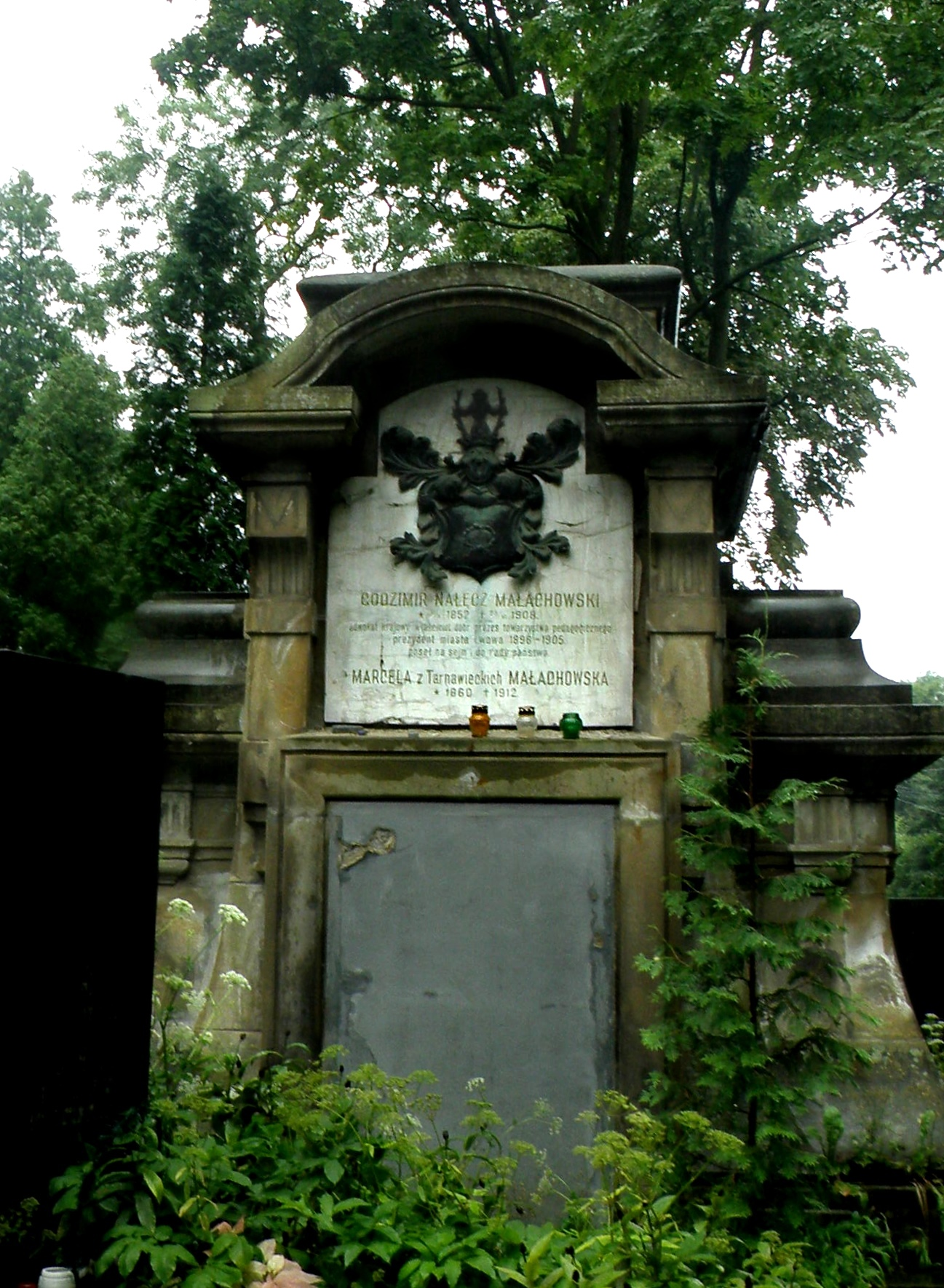
Могила Г. Малаховского и его жены на Лычаковском кладбище Львова

## Биография
Представитель польского дворянского рода Малаховских герба «Наленч». 
Родился во Львове в семье обедневшего шляхтича, архивиста Галицкого кредитного земельного общества. Рано остался сиротой и воспитывался в семье чиновника Львовского апелляционного суда.Обучался на юридическом факультете Львовского университета им. Яна Казимира, где в 1873 году получил степень доктора права. Открыл во Львове собственную адвокатскую контору, входил в правление львовского общества юристов.
В 1892 году был избран в городской совет, в 1896 году стал президентом Львова. Руководил успешной реализацией проектов, имевших целью модернизировать городское хозяйство - сооружением водопроводов и канализационных систем, открытием газового предприятия, городской электростанции, расширением сети электрического трамвая. При президентстве Г. Малаховского во Львове появились памятники королю Яну III  Собескому, Корнелю Уейскому и Адаму Мицкевичу. В 1897-1900 гг. построен Львовский оперный театр, в 1898-1904 гг. - Промышленный музей.
Как политик принадлежал к правому крылу польской демократии. Г. Малаховский выступал за расширение автономии Галичины. Был послом (депутатом) Галицкогой Сейма (1896—1908) и Рейхсрата Австро-Венгрии (1904—1908). Был членом Львовской торгово-промышленной палаты. В течение нескольких лет он был также президентом Педагогического общества.
Похоронен на Лычаковском кладбище во Львове.